# Mysmenella mihindi
Mysmenella mihindi là một loài nhện trong họ Mysmenidae.
Loài này thuộc chi Mysmenella. Mysmenella mihindi được L. Baert miêu tả năm 1989.